# Tribolonotus pseudoponceleti
Tribolonotus pseudoponceleti är en ödleart som beskrevs av  Allen E. Greer och PARKER 1968. Tribolonotus pseudoponceleti ingår i släktet Tribolonotus och familjen skinkar. Inga underarter finns listade i Catalogue of Life.